# Mănăstirea Tisa-Silvestri
Mănăstirea Tisa-Silvestri este o mănăstire ortodoxă din România situată în comuna Secuieni, județul Bacău.